# Siarhei Rutenka
Siarhei Rutenka (Minsk, 29 de agosto de 1981) é um handebolista profissional bielorrusso.
Considerado o melhor handebolista bielorrusso, Rutenka tem cidadania eslovena, conseguida em 2003, quando atuava pelo Celje Pivovarna Laško, para jogar as Olimpíadas de 2004, como esloveno. Em janeiro de 2008, também conseguiu cidadania espanhola, ao atuar nos poderosos clubes BM Ciudad Real e FC Barcelona.
Atualmente defende a Bielorrússia, e o Lekhwiya SC, do Qatar.